# Золотой век Грузии
Золото́й век Грузии (груз. საქართველოს ოქროს ხანა) — описывает исторический период в эпоху средневековья, охватывающий примерно нач. XII— нач. XIII веков, когда Грузинское царство достигло пика своей мощи и развития последовавшее после присоединения города Тбилиси в 1122 году царём Давидом Строителем. В дополнение к военной экспансии, этот период видел расцвет средневековой грузинской архитектуры, живописи и поэзии, что часто выражалось в развитии церковного искусства, а также в создании первых крупных произведений светской литературы. Для Грузии Золотой век является важной частью её статуса как древнего и некогда могущественного государства, поддерживавшего тесные отношения с Грецией и Римом.

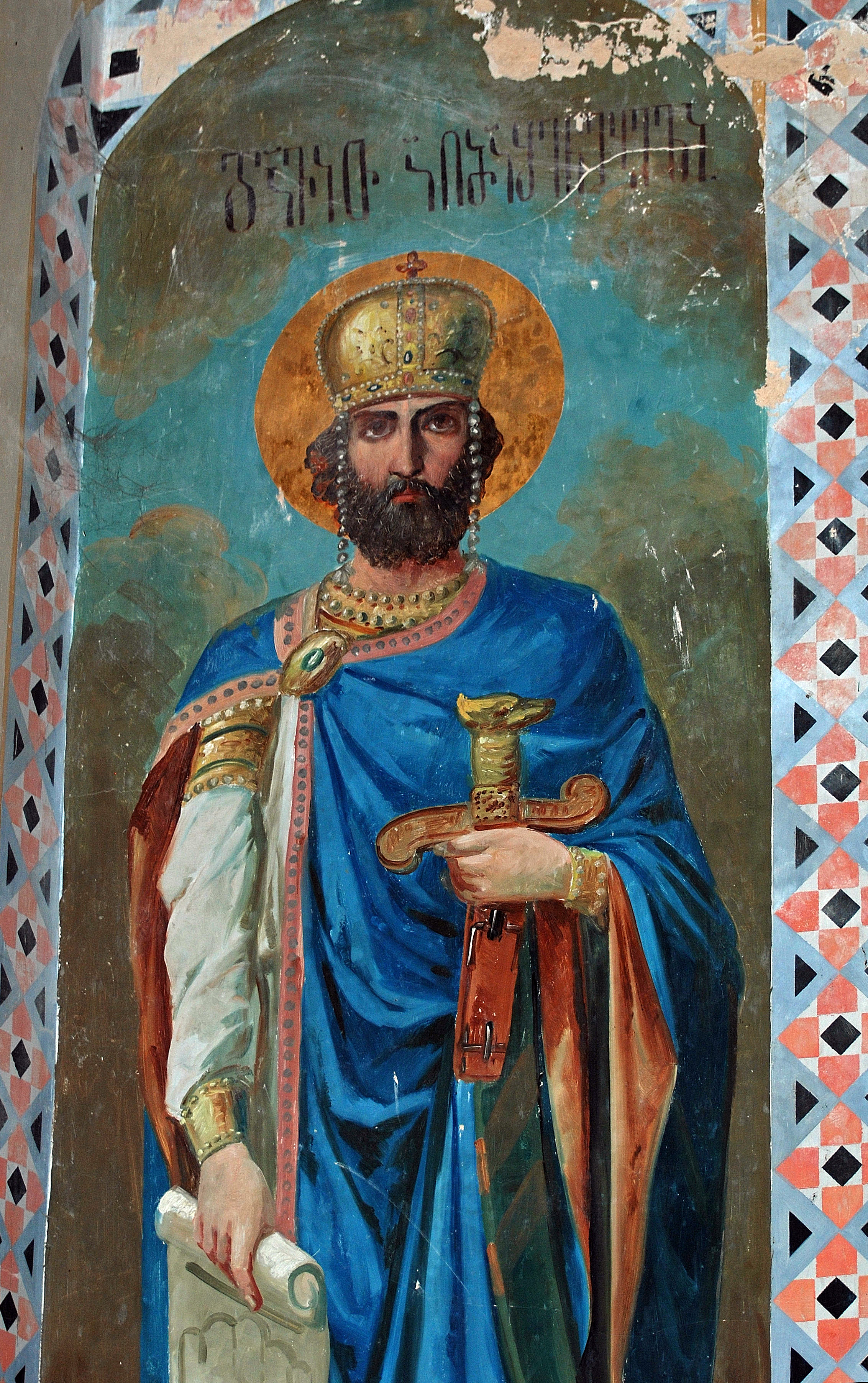
Давид Строитель, первый архитектор Золотого века. Фреска Шио-Мгвимского монастыря.

Главным действующим лицом начала этой эпохи был царь Баграт III. Он родился в 960 году где-то в Картли, и может быть даже в Уплисцихе. Его отцом был Гурген, царь Картли, а матерью — Гурандухт, дочь Георгия II Абхазского. Как раз в год его рождения умер Гиоргий Абхазский — тот самый царь, при котором Абхазия пережила свой собственный маленький Золотой Век (916—960). Георгию принадлежала вся западная Грузия, а восточная была вынуждена подчиняться. После Гиоргия стал царём его сын Леон III, который воспользовался экономическим расцветом и построил два больших храма: Успенский собор в Мокви и собор Кумурдо. Леон умер в 969 (когда Баграту было еще 9 лет), и в Абхазии начался кризис, переходящий в анархию. Два брата Леона — Феодосий и Димитрий — начали ожесточёную гражданскую войну, которая тянулась до смерти Димитрия в 975 году. Феодосий победил, став последним царём разорённой Абхазии. Абхазская аристократия решила передать трон Баграту (сыну сестры Феодосия), и у Феодосия не нашлось сил для сопротивления. В 978 году он передал Баграту корону и уехал в Тао. Что с ним стало дальше — неизвестно. Так закончилась династия абхазских царей и политическая история Абхазского царства.